# Saint-Nazaire-d'Aude
Saint-Nazaire-d'Aude é uma comuna francesa na região administrativa de Occitânia, no departamento de Aude. Estende-se por uma área de 8,63 km². Em 2010 a comuna tinha 2 097 habitantes (densidade: 243 hab./km²).